# راشکوویچ
راشکوویچ (به صربی: Rašković) یک منطقهٔ مسکونی در صربستان است که در کنیچ واقع شده‌است.